# Дополнительное образование детей и взрослых
Дополнительное образование детей и взрослых — вид образования, направленный на всестороннее удовлетворение образовательных потребностей человека в интеллектуальном, духовно-нравственном, физическом и профессиональном совершенствовании: услуга, предоставляемая государственными и муниципальными организациями дополнительного образования, а также организациями, получившими лицензию на право ведения образовательной деятельности по-дополнительному образованию детей и взрослых.

## Дополнительное образование в России
В сущности дополнительное образование — это мотивированное образование, позволяющее обучающемуся приобрести устойчивую потребность в познании и творчестве, максимально реализовать себя, самоопределиться профессионально и личностно. Многими исследователями дополнительное образование детей понимается как целенаправленный процесс воспитания и обучения посредством реализации дополнительных образовательных программ.

### История развития дополнительного образования
Система дополнительного образования в России формировалась из российских форм внешкольной работы (внешкольного воспитания).
Внешкольное воспитание в России возникло в конце XIX века в виде кружков, клубов, мастерских, дневных приютов для детей, летних оздоровительных лагерей-колоний и т. д. Это были лишь единичные внешкольные учреждения, созданные прогрессивными русскими педагогами, которые ставили перед собой различные цели. Так, культурно-просветительное общество «Сетлемент» (англ. settlement — поселение, комплекс), основанное в Москве в 1905 году группой передовых педагогов во главе с С. Т. Шацким, ставило своей целью удовлетворение культурных и общественных потребностей детей и молодёжи малообеспеченной части населения. В 1909 году им же было создано общество «Детский труд и отдых», в 1911 году в Калужской губернии создана одна из первых детских летних колоний «Бодрая жизнь». К этому периоду относятся и организация временных детских коллективов в летний период — летние палаточные лагеря.
На государственном уровне решение о развитии внешкольного образования было принято в ноябре 1917 года, когда в Народном комиссариате просвещения РСФСР был создан отдел внешкольного образования. В 1918 году создано первое государственное внешкольное учреждение Станция юных любителей природы (Москва, Сокольники). В июне 1919 года был проведён I Всероссийский съезд по внешкольному образованию. В 30-е годы термин «внешкольное образование» был заменён на «внешкольное воспитание». Очень бурно проходил рост учреждений, в которых получили распространения формы внешкольного воспитания, они стали называться внешкольными учреждениями. К 1940 году в СССР насчитывалось 1846 внешкольных учреждений, находящихся в ведении министерств просвещения, культуры, путей сообщения, речного и морского флота, профсоюзов, Осоавиахима, добровольных спортивных обществ и других организаций и ведомств.
Большой вклад в организацию внешкольной работы был внесён деятельностью А. С. Макаренко и таких его сподвижников как руководитель всей клубной работы в Колонии им. М. Горького и Коммуне им. Ф. Э. Дзержинского Заслуженный учитель РСФСР В. Н. Терский. Особенностью их подхода было то, что «человек не воспитывается по частям» (то есть на отдельных предметах, кружках, секциях и т. д.) и на деле стремились осуществить целостное воспитание и обучение молодёжи. Содержание и существенные особенности их подхода в постановке внеклассной деятельности было достаточно подробно отражено в книгах В. Н. Терского, в том числе переиздававшихся в ГДР и Венгрии.
В послевоенное время шло бурное восстановление и развитие системы внешкольного воспитания. Росла численность Домов и Дворцов пионеров, Станций юных туристов и техников, загородных пионерских лагерей, детско-юношеских спортивных школ.
Вместе с тем высокие количественные показатели не могли скрыть негативных качественных факторов развития учреждений. Внешкольное воспитание в 50-80-е годы было связано с общей идеологией, когда существовала единственная детская организация, единственная молодёжная организация, установкам и целям которых подчинялись и образовательные структуры. Попытки создания большинства альтернативных молодёжных структур рано или поздно подавлялись, даже при достижении ими весьма высоких показателей в воспитании молодёжи и самообеспечении организации по затратам, о чём свидетельствует, к примеру, педагогический опыт В. А. Ерёмина.
Было достаточно минусов, мешавших решению задач личностно-ориентированного развития ребёнка, его интересов. Имели место неисполнимые директивы, требующие организовывать то по 10 кружков технического творчества в каждой школе, то открывать в каждом учреждении музей. Вместе с тем, в лучших внешкольных учреждениях страны был накоплен уникальный опыт взращивания талантов.
Многие звёзды кино, искусства, спорта, науки и техники были воспитанниками системы внешкольного воспитания: чемпионы мира по шахматам Анатолий Карпов, Борис Спасский, актёр Сергей Никоненко, режиссёр Ролан Быков, глава РАО ЕЭС Анатолий Чубайс, руководитель Росспорта Вячеслав Фетисов и многие другие известные в России и за рубежом люди.
После 1991 года система внешкольного воспитания не только не распалась, но, в отличие от других типов образовательных учреждений, получила приращение. В соответствии с Законом РФ «Об образовании» с 1992 года внешкольные учреждения стали именоваться учреждениями дополнительного образования детей.  Дома пионеров были переименованы в Центры детского творчества, например, ЦДТ "Алексеевский" или Центры творчества детей и подростков, например, ЦТДиП "Останкино" . Также многие музыкальные школы были переименованы в Школы искусств и к ним были добавлены художественные отделения, например, ГБУДО г. Москвы "ДШИ им. А.С. Даргомыжского". Наряду с ДШИ, остались ДХШ и ДМШ, всего в Москве и Московской области более 150 таких учреждений. В 1990-е годы произошла не простая смена вывесок, а качественное изменение содержания и форм деятельности как учреждений, так и педагогов дополнительного образования детей.
В инфраструктуру системы дополнительного образования детей в настоящее время входят более 16 тыс. учреждений, в которых обучается более 10 млн российских детей в возрасте от 6 до 18 лет системы образования, культуры, физической культуры и спорта, молодёжной политики, общественных организаций. Большинство учреждений входит в систему образования (почти 8,5 учреждений и около 8 млн детей).
С 1 сентября 2019 года в России вводятся сертификаты дополнительного образования детей 
В 2019 году Минпросвещения запустило модель региональных систем дополнительного детского образования (ДОД). Всего в ней участвуют 65 субъектов РФ. В программу включены техническое, физкультурно-спортивное, естественнонаучное, художественное, социально-гуманитарное направление, а также туристическо-краеведческое направления. На июль 2024 года в ДОД участвовали 17,1 млн несовершеннолетних или 74,3% от количества всех детей России. За первую половину 2024 года создано на 60% мест ДОД больше, чем за весь 2023 год — 267 423 в 3500 учебных заведениях. 

### Нормативная база по дополнительному образованию
Предоставление дополнительного образования регулируется Федеральным законом от 29.12.2012 N 273-ФЗ «Об образовании в Российской Федерации» (гл. 10 Дополнительное образование), Приказом Министерства просвещения РФ от 09.11.2018 N 196 «Об утверждении Порядка организации и осуществления образовательной деятельности по дополнительным общеобразовательным программам», Санитарными правилами СП 2.4.3648-20 "Санитарно-эпидемиологические требования к организациям воспитания и обучения, отдыха и оздоровления детей и молодежи", а также иными приказами, распоряжениями и методическими рекомендациями, регулирующими деятельность по дополнительному образованию детей и взрослых.
Приоритетный проект «Доступное дополнительное образование для детей»
Паспорт приоритетного проекта «Доступное дополнительное образование для детей» утвержден протоколом заседания президиума Совета при Президенте Российской Федерации по стратегическому развитию и приоритетным проектам в 2016 году.
Целью приоритетного проекта является обеспечение к 2020 году охвата не менее 70-75 % детей в возрасте от 5 до 18 лет качественными дополнительными общеобразовательными программами, в том числе на базе создающихся модельных центров дополнительного образования детей. Проект направлен на равное обеспечение детей современным, вариативным и востребованным дополнительным образованием с учётом интересов ребёнка и его родителей, потребностей социально-экономического и технологического развития страны .
Проектным офисом по разработке этого проекта является ФГАУ «Фонд новых форм развития образования».

### Направленности программ дополнительного образования
Дополнительное образование детей и взрослых в России осуществляется посредством реализации дополнительных общеобразовательных программ. Дополнительные общеобразовательные программы подразделяются на дополнительные общеобразовательные общеразвивающие программы и дополнительные предпрофессиональные программы. Предпрофессиональные программы реализуются в области физкультуры и спорта (спортивные школы) и области искусства (школы искусств, художественные и музыкальные школы).
Дополнительные общеобразовательные общеразвивающие программы реализуются по шести направленностям в образовательных организациях, а также организациях имеющих соответствующую образовательную лицензию музеи, библиотеки, ИП, клуб и др.):
- естественнонаучное;
- техническое творчество;
- туристско-краеведческое;
- художественное (танцы, изо, музыка, литература и др.);
- социально-гуманитарное [11](волонтёрство, добровольчество, работа с группами детей, имеющими ограничения по здоровью, с одарёнными и талантливыми детьми);
- физкультурно-спортивное (массовый спорт, общая физическая подготовка, школьный спорт).

### Дополнительное образование в регионах
Одной из форм реализации дополнительного образования в регионах технической и естественнонаучной направленностей являются Кванториумы. «Кванториум» — пространство дополнительного образования для детей по различным научно-исследовательским и инженерно-техническим направлениям: промдизайнквантум, промробоквантум, биоквантум, наноквантум, геоквантум, автоквантум, аэроквантум, космоквантум, энерджиквантум, IT-квантум, VR/AR-квантум, Data-квантум, хайтек. На конец 2021 года созданы 135 детских технопарков «Кванториум» в 80 субъектах Российской Федерации, 85 мобильных технопарков «Кванториум» для детей, проживающих в сельской местности и малых городах, 71 центр цифрового образования «IT-куб», 30 ключевых центров дополнительного образования детей на базе образовательных организаций высшего образования (в форме «Домов научной коллаборации») в 27 субъектах Российской Федерации, 902 тыс. новых мест дополнительного образования детей, 44 региональных центра выявления, поддержки и развития способностей и талантов у детей и молодежи, 22 тыс. школьных спортивных клубов, в 3,3 тыс. образовательных организациях обновлена материально-техническая база для занятий физической культурой и спортом, и во всех субъектах Российской Федерации ведётся персонифицированный учёт дополнительного образования. Так, "Дом научной коллаборации" (далее - ДНК), реализующий дополнительные общеобразовательные и общеразвивающие программы для детей и профессиональную переподготовку педагогов системы общего, дополнительного и профессионального образования по приоритетным направлениям технологического и инновационного развития Российской Федерации. Это региональный проект, реализуемый в рамках федерального проекта «Успех каждого ребенка», включенного в национальный проект «Образование».
Цель деятельности ДНК – создание условий для повышения качества образования путем реализации дополнительных образовательных программ, отвечающих приоритетным направлениям научно-технологического развития Российской Федерации, а также для формирования современных компетенций педагогических кадров. 
Москва
Дополнительное образование учащихся московских школ включено в систему непрерывного образования. Обучение проходит в специализированных учреждениях дополнительного образования детей, а также в кружках и профильных центрах, созданных непосредственно в школах. Основными направлениями развития дополнительного образования в Москве являются:
- Развитие технического творчества и предметного дополнительного образования;
- Сотрудничество государственных организаций дополнительного образования с частными организациями ;
- Развитие новых форматов дополнительного образования.

Более 44 000 дополнительных учебных программ реализуются в подведомственных образовательных организациях системы общего, дополнительного и профессионального образования в творческих объединениях, секциях, студиях и др.
С 2015 года критерии в области дополнительного образования школьников учитываются при расчете рейтинга образовательных учреждений города Москвы, введенного Департаментом образования города Москвы в 2011 году. Так, при расчете рейтинга учитывается результативность работы школы по использованию социально-культурных ресурсов города в обучении. (Засчитываются результаты участия учеников в городских олимпиадах «Музеи. Парки. Усадьбы» и «Не прервется связь поколений».)
Школы, в зависимости от результатов учеников, получают умножение своих баллов на коэффициент:
- высокий уровень (наличие не менее четырёх дипломов, из них не менее двух победителей) — 1,02,
- хороший уровень (не менее трех дипломов, из них не менее одного победителя) — 1,01,
- работа только началась (наличие не менее одного диплома призёра или победителя) — 1,005,
- результаты не показаны или отсутствуют — 1,00.

Свердловская область
С 2015 года на территории Свердловской области началась экспериментальная работа по стандартизации условий предоставления услуг дополнительного образования детей. Как сказано в паспорте проекта, итоговой целью является создание комплекта научно-методических и инструктивных материалов, системы минимально допустимых требований к условиям, процессу и результату реализации услуги дополнительного образования детей, позволяющей достичь определённого уровня качества в разрезе подходов оценки качества, государственного контроля и удовлетворённости потребителей.

## Опыт дополнительного (неформального) образования детей в других странах
- Русский опыт внешкольного (дополнительного) образования был и остается уникальным в мировой педагогической практике[источник не указан 4725 дней]. Но вместе с тем он впитал в себя передовые традиции педагогических идей многих других стран, стал примером для реализации практического опыта в других странах (помимо стран СНГ, где повсеместно при общем сокращении численности сохранились эти учреждения, прежде всего в странах Восточной Европы, Китая, Кубы, Вьетнама, КНДР и т. д.).
- Отдельные элементы системы внешкольного образования были восприняты в странах Азии, Европы. Например, опыт внешкольного воспитания был перенесён для адаптации бывших юных граждан СССР в Израиле. В Японии существует бесплатная практика обязательного участия каждого школьника в дополнительных занятиях, не входящих в школьную программу (но по выбору!) по физической культуре, художественному творчеству, и национальным видам искусства. В большинстве стран Европы имеется система клубов по интересам, как правило существующая на муниципальные средства или за счёт финансирования общественных и религиозных организаций, а также на родительские средства. В педагогической практике эти виды деятельности называются как правило «неформальным образованием» (Non-formal education), альтернативным образованием (alternative education).